# Baby Daisy Geyser
De Baby Daisy Geyser is een geiser in het Upper Geyser Basin dat onderdeel uitmaakt van het Nationaal Park Yellowstone in de Verenigde Staten. De geiser is niet permanent actief. De laatste actieve periode was in de jaren 2003-2004. De naam is afgeleid van de Daisy Geyser, een andere geiser in het Upper Geyser Basin. Beide geisers spuiten water uit in dezelfde hoek.
Een eruptie van de Baby Daisy Geyser duurt 2 à 3 minuten en komt tot een maximale hoogte van 7,6 meter.